# Kołodeżno (przystanek kolejowy)
Kołodeżno (ukr. Колодяжне, ros. Колодежно) – przystanek kolejowy w miejscowości Kołodeżno, w rejonie kowelskim, w obwodzie wołyńskim, na Ukrainie. Leży na linii Zdołbunów – Kowel.